# Metadistros (herramienta GNU/Linux)
Metadistros es un conjunto de herramientas para la creación de distribuciones del sistema operativo GNU/Linux.
Una metadistro es una distribución hecha a medida por un grupo determinado de usuarios con un objetivo concreto. El fin último de una metadistro es que sea instalada, ya sea durante el arranque como desde el escritorio por medio de un instalador. El hecho de funcionar en modo Livecd no es más que un paso intermedio para el fin, por lo cual un metadistro no es lo mismo que Live CD.
El objetivo del proyecto metadistros es ser un espacio de colaboración entre gente que desarrolla distribuciones (para un público determinado, con un objetivo determinado como universitarios, estudiantes, empresas entre otros) y no duplicar esfuerzos.
Una metadistro es la plataforma para personalizar una distribución GNU/Linux a un entorno de trabajo concreto.